# Renato Lessa

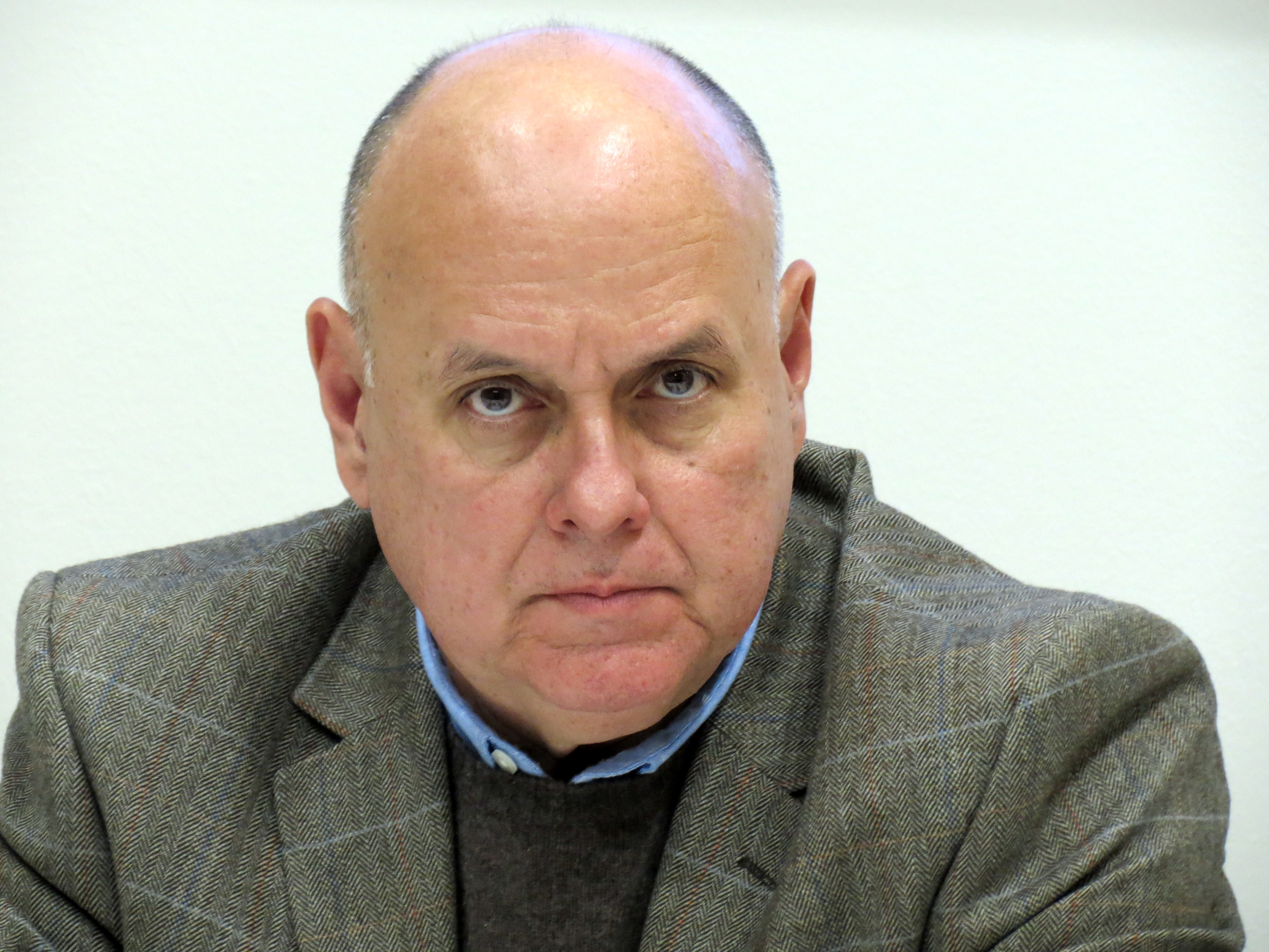
Renato Lessa na Feira do Livro de Gotemburgo 2014.

Renato Lessa (Rio de Janeiro, 1954) é um cientista político brasileiro e presidente da Fundação Biblioteca Nacional (FBN) desde 2013.

## Formação e carreira
Lessa é graduado em Ciências Sociais na Universidade Federal Fluminense (UFF). Obteve seu doutorado em Ciência Política pelo Instituto Universitário de Pesquisas do Rio de Janeiro (IUPERJ) em 1992. É professor de Teoria Política na UFF.
Em março de 2013 foi nomeado presidente da FBN pela Ministra da Cultura Marta Suplicy, sucedendo a Galeno Amorim. No cargo, assume a tarefa de implementar um polêmico programa de reestruturação da Biblioteca Nacional do Brasil (BN). Como presidente da fundação, participou da apresentação de seu país na Feira do Livro de Frankfurt em 2013, e em 2014 na Feira do Livro de Gotemburgo, na qual o Brasil também foi o país-tema.

## Honrarias
- Comendador da Ordem do Mérito Científico

## Obras (seleção)
- O Silêncio e sua Representação. Memória e Cinzas. 2009
- Variações de Montaigne e Bayle. Ceticismo na Idade Moderna. 2009
- O Experimento Bayle. Critério, 2009
- O campo da ciência política no Brasil. Revista Estudos Hum(e)anos. 2011